# Sulcastrella
Sulcastrella is een geslacht van sponsdieren uit de klasse van de Demospongiae (gewone sponzen).

## Soorten
- Sulcastrella clausa Schmidt, 1879
- Sulcastrella leviorum (van Soest & Hajdu, 2000)
- Sulcastrella tenens (Vacelet, 1969)